# Cutler (Wisconsin)
Cutler es un pueblo ubicado en el condado de Juneau en el estado estadounidense de Wisconsin. En el Censo de 2010 tenía una población de 326 habitantes y una densidad poblacional de 2,33 personas por km².

## Geografía
Cutler se encuentra ubicado en las coordenadas 44°3′2″N 90°14′44″O / 44.05056, -90.24556. Según la Oficina del Censo de los Estados Unidos, Cutler tiene una superficie total de 140.04 km², de la cual 134.74 km² corresponden a tierra firme y (3.79%) 5.3 km² es agua.

## Demografía
Según el censo de 2010, había 326 personas residiendo en Cutler. La densidad de población era de 2,33 hab./km². De los 326 habitantes, Cutler estaba compuesto por el 93.56% blancos, el 0.92% eran afroamericanos, el 0.92% eran amerindios, el 0% eran asiáticos, el 0% eran isleños del Pacífico, el 2.76% eran de otras razas y el 1.84% pertenecían a dos o más razas. Del total de la población el 3.99% eran hispanos o latinos de cualquier raza.